# Nalbu
Nalbu – gaun wikas samiti we wschodniej części Nepalu w strefie Meći w dystrykcie Taplejung. Według nepalskiego spisu powszechnego z 2001 roku liczył on 368 gospodarstw domowych i 1894 mieszkańców (985 kobiet i 909 mężczyzn).